# Schellenberger Forst
Der Schellenberger Forst ist mit einer Fläche von 17,01 km² neben dem Staatsforst Eck das größere der beiden verbliebenen gemeindefreien Gebiete im Landkreis Berchtesgadener Land.
Die Gemarkung Schellenberger Forst (099957) ist deckungsgleich mit dem gemeindefreien Gebiet Schellenberger Forst.

## Lage
Der Schellenberger Forst befindet sich im südöstlichen Bereich des Bergmassivs Untersberg an der österreichischen Grenze (Land Salzburg) und grenzt dort im Nordwesten an die Gemeinde Grödig und im Nordosten in einem kurzen Abschnitt an die Stadt Hallein (hier Katastralgemeinde Taxach). Auf bayerischer Seite geht es weiter im Osten mit dem Markt Marktschellenberg (Gemarkungen Landschellenberg, Ettenberg, Scheffau), im Süden mit dem Markt Berchtesgaden (Gemarkungen Au, Salzberg, Maria Gern) sowie im Westen mit der Gemeinde Bischofswiesen (nur Gemarkung Bischofswiesener Forst, der bis zum 31. Dezember 2009 selbst ein gemeindefreies Gebiet war).
Der Schellenberger Forst umschließt drei kleine Enklaven der Marktschellenberger Gemarkung Ettenberg: Waldhäusel und die Hinterrossböden (Rothmannmühle) sowie eine weitere Enklave am Rothmannmühlweg.

## Geographie
In dem Gebiet befinden sich unter anderem die Toni-Lenz-Hütte und die Schellenberger Eishöhle (Norden) sowie die Almbachklamm (Süden). Ganz im Nordosten verläuft die B 305 unmittelbar links (westlich) der Berchtesgadener Ache auf einer Länge von 950 Metern durch das Gebiet, bevor sie Richtung Norden am Hangendensteinpass bzw. am Grenzübergang Hangendenstein nach Österreich endet und dann als B 160 nach 3 Kilometern in die Anschlussstelle Salzburg Süd der Tauern Autobahn (A 10) mündet.
Teilgebiete des Forstes haben Namen wie Altwald (Lage) und Hundswald (Lage).
Das Teilgebiet ganz im Nordosten östlich der Berchtesgadener Ache heißt Thurmwald (Lage
).

## Flächennutzung
Der Wald nimmt 58 Prozent der Gebietsfläche ein, gefolgt von Felsen (die nach amtlicher Flächenkategorisierung zum Unland gehören) mit 40 Prozent. Zusammen mit einem Prozent Wasserfläche ergibt dies 99 Prozent der Gebietsfläche.
| Flächennutzung 31.12.2012          | Hektar  | Prozent |
| ---------------------------------- | ------- | ------- |
| Wald                               | 988,53  | 58,11   |
| Felsen                             | 683,06  | 40,16   |
| Wasser                             | 15,48   | 0,91    |
| Landwirtschaftsfläche (ohne Heide) | 5,16    | 0,30    |
| Heide                              | 5,14    | 0,30    |
| Straße, Weg, Platz                 | 3,50    | 0,21    |
| Gebäude- und Freifläche            | 0,18    | 0,01    |
| insgesamt                          | 1701,05 | 100,00  |

## Denkmalschutz
Am Oberlauf des Almbachs, der in die Berchtesgadener Ache mündet, liegt die denkmalgeschützte Theresienklause (Lage).
Genau an der Grenze zum Gemeindegebiet von Bischofswiesen (Gemarkung Bischofswiesener Forst) liegt der Gipfel des Berchtesgadener Hochthrons. Knapp 600 Meter südöstlich des 1972 Meter hohen Gipfels liegt der ebenfalls denkmalgeschützte Scheibenkaser auf 1435 Meter Höhe. Am Straßenabschnitt der B 305 liegen drei weitere denkmalgeschützte Objekte:
1. Gedenktafel mit Steinfigur des hl. Leopold (Lage).
2. Rotmarmortafel: Flachrelief mit Kreuzigungsszene
3. Georgbrunnen: Steinbecken mit Brunnenpfeiler in Form eines Bildstocks